# Ямал 202
Ямал 202 — один із супутників серії «Ямал 200», створений РКК «Енергія» на замовлення геостаціонарну орбіту з точкою стояння 49 ° східної довготи ракетою-носієм «Протон-К» 24 листопада 2003 року.
Супутники «Ямал-200» розширюють систему супутникового зв'язку «Ямал», в складі якої в даний час функціонує супутник «Ямал-100».
Супутник «Ямал-202», встановлений в орбітальну позицію 49 ° сх. д., має полуглобальну зону покриття з 18-ма транспондерами С-діапазону для обслуговування Європи, Азії та Північної Африки.
Супутники «Ямал-200» створені в рамках Федеральної космічної програми Росії.